# Aeta

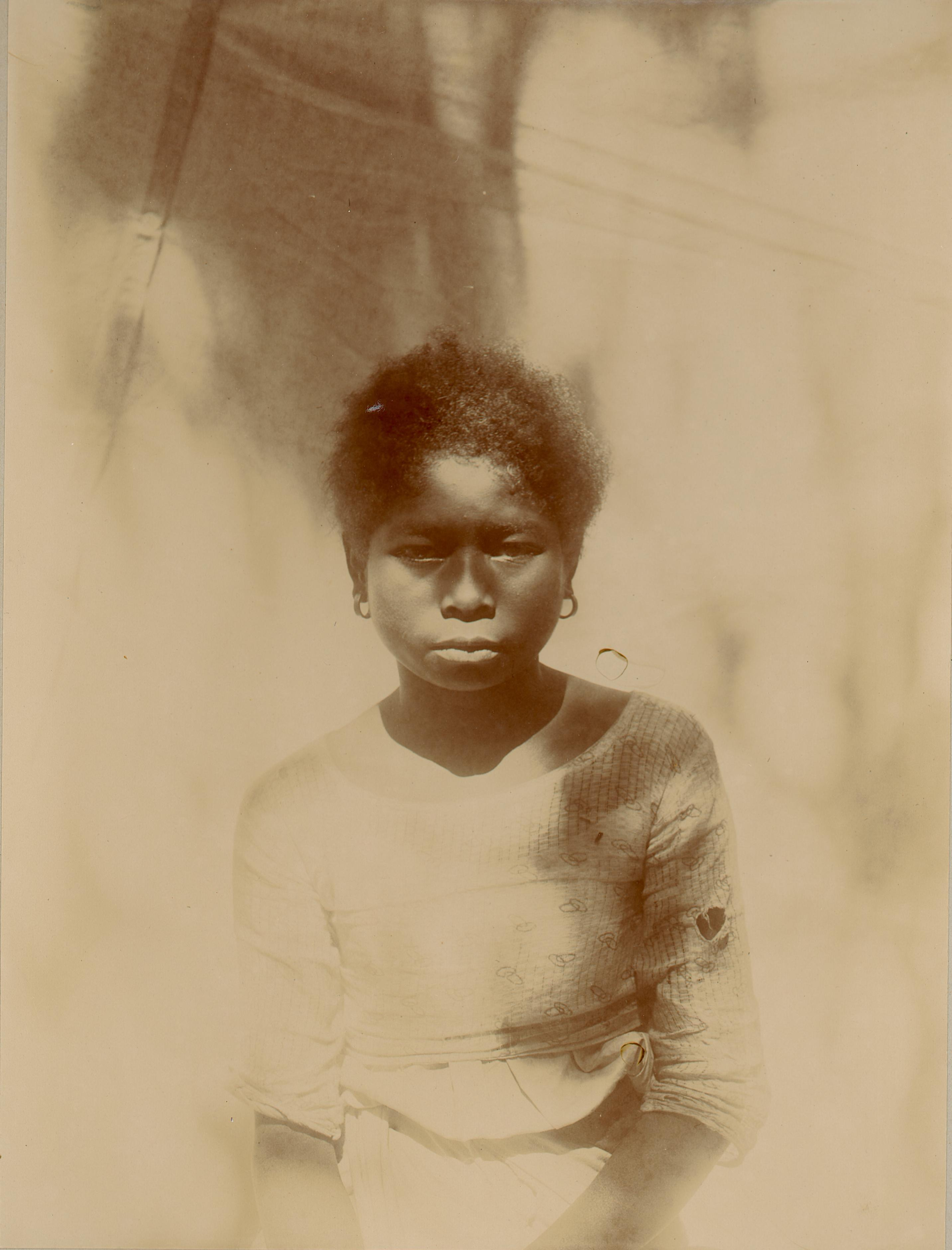
Aeta-Mädchen, 1901

Aeta (ausgesprochen Aïta), Agta oder Ayta ist eine Sammelbezeichnung für indigene Völker, die hauptsächlich in den abgesonderten, isolierten Bergregionen der Insel Luzon auf den Philippinen leben. Sie werden dort den Negritos zugerechnet, einer Personengruppe, die eine dunkelbraune bis schwarze Hautfarbe besitzt und sich durch eine kleine Statur, einen schmalen Körperbau, lockige Haare, kurze breite Nasen und dunkelbraune Augen auszeichnet. Sie werden als die Nachfahren einer wesentlich früheren Einwanderungswelle auf den Archipel angesehen, die womöglich bereits vor der Zuwanderung austronesisch sprechender Menschen auf den Philippinen heimisch waren.

## Namensherkunft
Etymologische Untersuchungen deuten darauf hin, dass Aeta  sich vom Wort it ableitet, das sich im Lauf der Zeit zu itim oder itom gewandelt hat, was in verschiedenen philippinischen Sprachen mit „schwarz“ oder „dunkel“ zu übersetzen ist.
Während der spanischen Kolonialherrschaft wurden alle Einheimische als Negritos oder als „die kleinen braunen“ bezeichnet, deren Aussehen mehr an die Bewohner des afrikanischen Kontinents erinnerte, als an Südseeinsulaner. Die Angehörigen der Aeta gehörten gleichfalls zu diesem als „Negrito“ charakterisierten Menschenschlag. Verschiedene Gruppen der Aeta im Norden Luzons sind zudem unter dem Begriff „Pugut“ oder „Pugot“ bekannt, ein Name, der der Sprache Ilokano entstammt, die in der Nachbarschaft zu den Aeta gesprochen wird. Diese Bezeichnung ist ein umgangssprachlicher Begriff für Leute mit dunkler Gesichtsfarbe und heißt so viel wie „Kobold“ oder „Waldgeist“.

## Geschichte

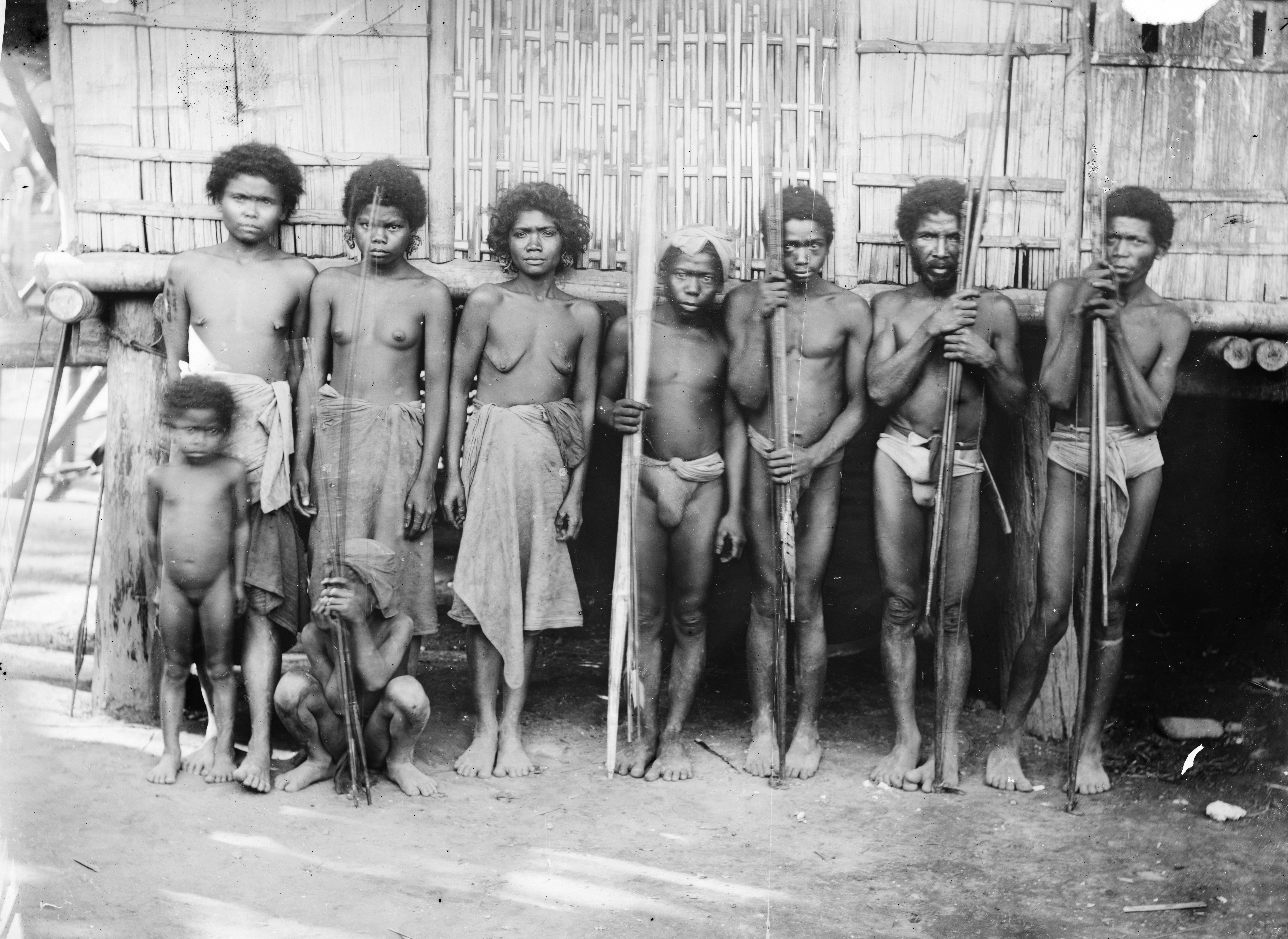
Aeta in Cabcaben (Mariveles), 1884

Die Geschichte der Aeta sorgt unter den Anthropologen und Archäologen für Kontroversen. Dabei geht es um die zentrale Frage, wann und wie diese Volksgruppe auf die Philippinen eingewandert war. Eine Theorie geht davon aus, dass die Aeta Nachkommen der Ureinwohner der Philippinen sind, die, im Gegensatz zu den seefahrenden austronesischen Nachbarvölkern, die Inseln über Landbrücken erreicht haben, die den heutigen Inselstaat vor 30.000 Jahren mit dem asiatischen Festland verbanden. Traditionell sind die Aeta ein Volk von Jägern und Sammlern und gehören zu den Menschen, die die besten Voraussetzungen besitzen, um im Dschungel überleben zu können.
Im Unterschied zu den späteren Einwanderern widerstrebt den Aeta jede Form der Veränderung (siehe auch Kalte und heiße Kulturen oder Kulturelemente). Während das Volk über Hunderte von Jahren dem Einfluss anderer Gesellschaften widerstand, haben sie sich mit bemerkenswerter Belastbarkeit auf den sozialen, wirtschaftlichen, kulturellen und politischen Druck eingestellt. Dabei schufen sie innerhalb ihrer Kultur Systeme und Strukturen, die eine schnelle Veränderung abschwächen. Dies war ein Grund dafür, dass der Versuch der Spanier während ihrer Herrschaftszeit fehlschlug, sie in reducciones, eine Form von Reservaten, umzusiedeln.
Das Aufkommen und die Ausbreitung von Bergbau, Entwaldung, illegaler Abholzung und Brandrodung führte zu einem stetigen Rückgang der einheimischen Urbevölkerung in allen Teilen der Philippinen. Hinzu kamen Naturkatastrophen wie Erdbeben, Vulkanausbrüche und Erdrutsche, die dazu führten, dass die indigenen Völker immer wieder ihre angestammten Gebiete verlassen mussten. Dies traf ebenso auf die Aeta zu. Heute hat diese Entwicklung einen Punkt erreicht, an dem sich ihre Anzahl auf nur noch einigen Tausend Individuen beschränkt. Die verbliebenen Gruppen findet man vor allem im Zentrum von Luzon, wo sie in Bergmulden der Provinzen Zambales, Pampanga, Tarlac, Bataan und Nueva Ecija leben.
Die Kultur und Lebensweise, die sich die Aeta über Tausende von Jahren bewahrt haben, werden durch einen starken sozialen und wirtschaftlichen Druck belastet, den die Expansion der sie umgebenden Zivilisation ausübt. Viele Angehörige der Aeta sind Nomaden und errichten nur provisorisch aufgebaute Unterkünfte, die aus zwei angespitzten Stöcken bestehen, die in den Boden gesteckt, an einen Baum oder Felsvorsprung angelehnt und mit Bananenblättern bedeckt werden. Einige modernere Aeta haben mittlerweile gelernt, in Dörfern auf Hochplateaus und Berglichtungen zu leben. Sie wohnen dort in Häusern aus Bambus und Cogongrass.
Lange Zeit wurde den indigenen Völker auf den Philippinen keinerlei Anspruch auf staatlich garantierten Schutz ihrer Landrechte und Lebensgewohnheiten zugestanden. Dies änderte sich 1997, als das Republik-Gesetz 8371, auch bekannt als Indigenous Peoples Rights Act (kurz: IPRA), verabschiedet wurde und so die Rechte der Aeta gestärkt wurden. Im Kampf um einen Landanspruch müssen die Aeta dennoch den Rechtsweg einschlagen. 2005 konnten die Aeta einen politischen Sieg erringen, als ihnen von der philippinischen Regierung eine 48 km² große Landfläche zugesprochen wurde. Darin enthalten sind ein geschütztes Gebiet des Regenwaldes (Naturpark Pamulaklakin) und die Mangrovensümpfe von Subic-Bucht (Naturpark Subic-Bucht) rund um den Vulkan Pinatubo.

## Bevölkerungswissenschaft
Stand 2007 betrug die Lebenserwartung eines geborenen Aeta lediglich 16½ Jahre, wobei nur jedes dritte Kind ein Alter von 15 Jahren erreicht. Aber auch danach beträgt die Lebenserwartung wiederum lediglich 27,3 Jahre. Junge Frauen erreichen ihre volle Körpergröße (durchschnittlich 140 cm) im Alter von 12 oder 13. Ein wissenschaftliches Forschungsprogramm betraf die San Ildefonso Aeta, die auf der langgestreckten Halbinsel San Ildefonso leben, die von dem Casiguran Sound von der Hauptlandmasse Luzons getrennt wird. Ihre Lebensgewohnheiten wurden in einer 44 Jahre andauernden Studienreihe näher erforscht, besonders die Geburten-, Sterberate und die Wanderungsbewegungen standen im Fokus der Studien.

## Kultur

### Sprache
Mit der Zeit nahmen die Mitglieder dieser Volksgruppe die austronesischen Sprachen ihrer Inselnachbarn an. Im Lauf der Zeit veränderten sich die Mundarten und entwickelten sich zu eigenen Sprachformen. Zu diesen Dialekten gehören, geordnet nach der Anzahl ihrer Sprecher, Mag-indi, Mag-antsi Abellen, Ambala und Mariveleño.

### Religion
Die traditionelle Religion der Aeta, die eng mit dem alltäglichen Leben verwoben ist, ist nach wie vor ungebrochen. Ihre Glaubenswelt umfasst eine große Zahl von Geistern, die zumeist männlich sind. Alle Lebewesen und auch die unbelebte Natur wurden geschaffen und sind belebt von Geisterkräften (→ Animismus). So glauben die Aeta des Pinatubo zum Beispiel an verschiedene, sie umgebende Geisterwesen wie Anito (gute Geister) und Kamana (bösartige Geister), die ihre Umwelt bewohnen. Anito leben in den Wäldern, den Baumstämmen, im Bambus, den Bächen und Höhlen. Obwohl sie wohlwollend sind, können sie doch böse werden und einen sündigen Menschen mit Unglück und Krankheit belegen. Um den Geist wieder gnädig zu stimmen, sind Geschenke oder Opfergaben nötig. Andere Geister finden sich in den Flüssen, den Meeren, dem Himmel, den Bergen, den Ebenen und an anderen Orten.
Sie glauben an Kaelwa oder Kalola (Seele), die als eine eigenständige Einheit den Körper bewohnt. Die Seele vermag den Körper während der Traumphase zeitweise zu verlassen und lässt ihn nach dem Ableben endgültig zurück. Sie haben jedoch keine spezielle Vorstellung von der Welt nach dem Tod. Manche glauben daran, dass die Seele in den Himmel aufsteigt, während andere behaupten, sie schwebe zum Gipfel des Pinatubo, was ein Grund dafür ist, dass sie den Berg verehren.
Neben den Naturgeistern glauben sie an die Geister kürzlich verstorbener Ahnen, die einerseits als gefährlich gelten, andererseits jedoch die Schutzgeister ihrer Nachkommen sind. Ein Beispiel: Ein Jäger hat großen Erfolg, den er auf die Hilfe seines väterlichen Schutzgeistes zurückführt. Der Geist hat dabei zeitweise von seinem Sohn Besitz ergriffen. Der Jäger wird dadurch sehr müde und andere Menschen, die sich in seiner Nähe befinden, können durch die „Ausstrahlung“ des Geistes erkranken. Die Ahnengeister sollen auch bei Nacht in die Häuser ihrer Familien eindringen und ihnen Krankheit und Tod bringen. Manchmal werden den Geistern kleine Opfer gebracht, wenn etwas dem Wald entnommen wird oder ein Garten gerodet wird. Sowohl Männer als auch Frauen können Geistermedien sein, die Krankheiten mit Hilfe ihrer „Geisterfreunde“ diagnostizieren und durch Heilkräuter und einfache Gebete behandeln. In schwierigen Fällen führen sie Séancen durch, wobei das Medium einen Geist anruft, bis das Medium in eine Trance gerät, die auch auf die Zuschauer übergeht. Die Zuschauer treten dann in einen Dialog mit dem Geist, um die Ursache der Krankheit herauszufinden.
Die Aeta benötigen keinen speziellen Anlass für ein Gebet, obgleich es eine direkte Verbindung zwischen der Fürbitte und ihren ökonomischen Aktivitäten gibt. So führen die Frauen in der Nacht, bevor sie sich aufmachen, um Muscheln zu sammeln, einen Tanz auf, der teilweise als eine Abbitte gegenüber den Meerestieren verstanden werden kann und teilweise einen Zauber darstellt, der ihnen das Glück bei der Nahrungssuche sichern soll. In gleicher Weise huldigen die Männer den Bienen, indem sie vor einer bevorstehenden Suche nach Honig einen spezifischen Tanz inszenieren. Auch die Schweinejagd soll durch das Tanzen positiv beeinflusst werden und, im Falle des Erfolgs, eine Danksagung darstellen. Religiöse Überlegungen spielen allerdings im Gegensatz zu sehr vielen anderen Stammesvölkern der Welt keine überragende Rolle.
Thomas N. Headland, der die Aeta lange Zeit erforscht hat, glaubt einen Gott der Aeta zu erkennen, der als allmächtig wie im Monotheismus betrachtet werden kann, da er nicht Teil der lokalen Geisterwelt ist und über ihr steht. Bei den Aeta am Mount Pinatubo heißt dieser oberste Gott Apo Namalyari, wobei die Mamanua wiederum Magbabaya verehren. Hier ist sehr wahrscheinlich der Einfluss der anderen philippinischen „Altreligionen“ erkennbar. Die Kosmologie der Aeta sowie ihre soziale Organisation und Weltanschauung ist eine einfache, egalitäre Version der benachbarten nicht-christlichen Kosmologien. Überdies wurde der animistische Glaube schon früh synkretistisch durch den Katholizismus beeinflusst.
Nach den laufenden Erhebungen des evangelikal-fundamentalistisch ausgerichteten Bekehrungsnetzwerkes Joshua Project bekennen sich heute noch durchschnittlich 69 % der Aeta-Gruppen zu ihren angestammten Religionen. Bei vielen dieser Stämme sind es über 90 % der Angehörigen.

### Kleidung
Ihre traditionelle Kleidung ist sehr einfach gehalten. So legen sich junge Frauen Stoff als Wickelrock um die Hüfte, während ältere Frauen Kleidung aus Baumrinde tragen, die zwischen den Beinen am Körper anliegt und durch einen Strick, der um die Hüfte herum gebunden ist, gehalten wird. Ältere Männer tragen einfache Genitalschnüre.
Heutzutage trifft man jedoch viele Aeta an, die sich westlichen Sitten angenähert haben und in T-Shirts, Hosen und Plastiksandalen gekleidet sind.

### Handwerk
Die Aeta sind handwerklich geschickte Weber und Flechter. Frauen weben fast ausschließlich Worfeln und Matten. Haushaltsgegenstände sind üblicherweise aus Kokosnuss, Muscheln und Bambus gearbeitet, während Körbe ebenfalls aus Bambus oder Rattan geflochten werden. Männern ist die Herstellung von Armreifen vorbehalten. Sie fertigen ebenso Regenmäntel aus Palmblättern an, deren unterer Teil um den Nacken des Trägers gelegt wird und deren Oberseite sich wie ein Fächer um den Körper herum ausbreitet.

### Kunst und Schmuck
Eine traditionelle Form der Körperverzierung ist die Skarifizierung, das Tragen von Ziernarben (Tuktuk). Die Aeta fügen sich absichtlich Wunden am Rücken, den Armen, der Brust, den Beinen, den Händen, den Waden und am Bauch zu, die sie dann mit Feuer, Kalk und anderen Mitteln reizen, damit sich wirkungsvolle Wundmale ausbilden (siehe auch: Philippinische Stammestätowierungen).
Zu den weiteren „schmückenden Entstellungen“ gehört das Abfeilen und Anspitzen der Zähne (Tayad). Mit Hilfe von Messern oder Macheten bearbeiten die Dumagat gegen Ende der Pubertät ihre Zähne. Die Zähne färben sich einige Jahre danach schwarz.
Im Allgemeinen schmücken sich die Aeta mit Gegenständen, die typisch für Menschen sind, die in ihren Bedarf alleine durch die sie umgebende Natur decken. So werden für bestimmte Anlässe Blumen und Blätter als Ohrstöpsel verwendet und Gürtel, Halsketten und Halsbänder sind aus geflochtenem Rattan gefertigt, in welche Borsten von Wildschweinen eingearbeitet wurden. Sowohl Männer wie auch Frauen tragen Halsketten und Perlen aus Samen und Knochen. Das Baggery, ein Halsband aus Rattan und Grass gefertigt, wird hingegen im Allgemein von Männern getragen.

### Musik
Ihre Unterhaltung besteht aus Gesang und Tanz, wobei ihre Musikinstrumente hoch entwickelt sind. Die Aeta haben eine Musikkultur, die verschiedene Typen von Agung-Esembles beinhalten:  musizierende Gruppen, die für ihre Darbietungen große hängende, getragene oder gehaltene Buckelgongs verwenden, auf denen sie ihre Melodien spielen.
Die weiteren Instrumente der Aeta sind die tabengbeng, eine zweisaitige Bambusröhrenzither, die kulibaw, eine den indonesischen genggong verwandte Rahmenmaultrommel aus Bambus, eine Gitarre mit fünf Saiten aus Massivholz und die Bambusflöte bulongodyong.